# Mary Lizzie Macomber
Marie Lizzie Macomber, née le 21 août 1861 à Fall River, Massachusetts, et morte le 4 février 1916, est une artiste américaine qui peint dans le style préraphaélite.

## Biographie
Mary Lizzie Macomber naît le 21 août 1861 à Fall River. Elle est la fille de Frederick William et de Mary White Poor Macomber. Son père est un bijoutier et sa famille est d'origine quaker et pèlerine. Jeune femme, elle prend des cours de peinture avec Robert S. Dunning, un éminent peintre de natures mortes. Après environ trois ans avec Dunning, elle commence à étudier à l'école du Musée des Beaux-Arts. En 1883, elle est contrainte d'interrompre ses études pour cause de maladie. Après s'être rétablie, elle étudie avec Frank Duveneck.
Vers 1885, Macomber fonde son propre studio à Boston. Après avoir d'abord peint des natures mortes, elle commence à se concentrer sur des œuvres allégoriques. Son premier tableau exposé, Ruth, est montré à l'exposition de l'Académie Nationale de 1889. En 1893, deux de ses œuvres Love Awakening Memory, et L'Annonciation sont exposées à l'Exposition universelle de 1893. Sainte-Catherine (1897) remporte le prix Dodge à l'exposition de la National Academy à New York. Parmi ses œuvres les plus connues figurent : Love's Lament (1893), The Hour Glass (1900), The Lace Jabot (1900), Night and Her Daughter Sleep (1903) et la Memory Comforting Sorrow (1905). Elle travaille également comme poète et publie un livre de ses poèmes en 1914.
Une grande partie de son travail est perdu lors d'un incendie dans son atelier en 1903. Elle meurt au Back Bay Hospital en 1916 à l'âge de 54 ans. Ses peintures sont conservées au Smithsonian et au Musée des Beaux-Arts de Boston.

## Sélection d'œuvres

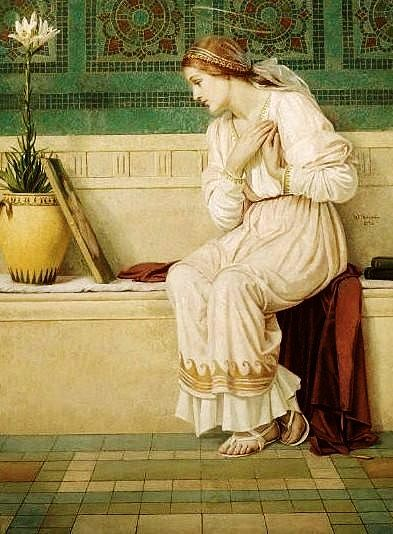
Ste Catherine (1896)
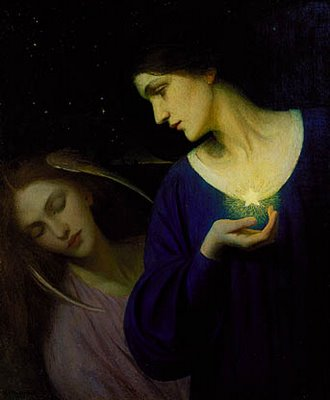
La nuit et le Sommeil (1902)
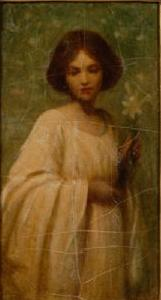
Jeune Femme dans une Robe Blanche avec une fleur de Lys
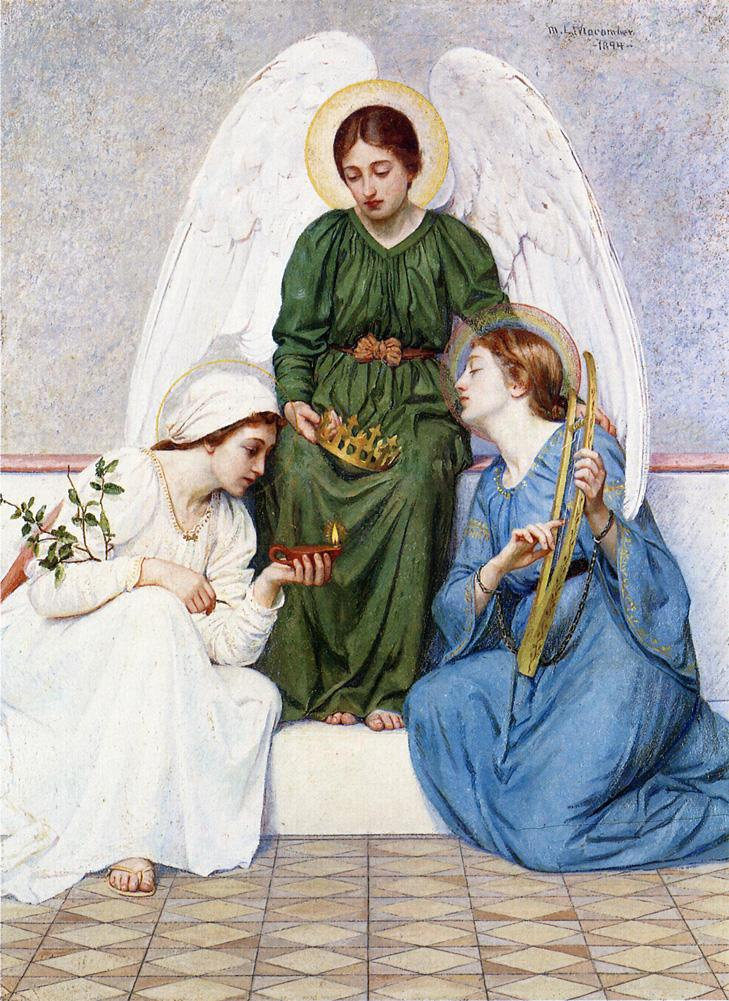
La foi, l'Espérance et l'Amour